# Ophonus subquadratus
Ophonus (Hesperophonus) subquadratus – gatunek chrząszcza z rodziny biegaczowatych, podrodziny Harpalinae i pleminia Harpalini.

## Taksonomia
Gatunek został opisany w 1829 roku przez Pierre’a François Marie Auguste’a Dejeana jako Harpalus subquadratus.

## Opis
Osiąga od 6,5 do 8,5 mm długości ciała. Podstawa przedplecza wyraźnie obrzeżona, jego boki co najwyżej słabo wklęśnięte przed kątami tylnymi, a kąty te tępe lub zaokrąglone. Górna powierzchnia ciała czarna. Pokrywy o rzędach dobrze i regularnie punktowanych. Pierwszy człon czułków nie jest wyraźnie jaśniejszy od pozostałych. Odnóża jednolicie żółto-czerwone do czerwono-brązowych.

## Występowanie
Gatunek palearktyczny. W Europie wykazany z Balearów, Bośni i Hercegowiny, Bułgarii, Chorwacji, Cyklad, Cypru, Dodekanezu, Francji, Grecji, Hiszpanii, byłej Jugosławii, Korsyki, Malty, Macedonii Północnej, Mołdawii, Niemiec, Portugalii, europejskiej Rosji, Rumunii, Sardynii, Sycylii, Ukrainy i Włoch. Poza Europą znany z Bliskiego Wschodu, wschodniej Palearktyki i Afryki Północnej.